# Hice bien quererte (Lambada) - Disco Mix
Hice Bien Quererte (Lambada) - Disco Mix es el primer Maxi-Single en formato de vinilo de la cantante de pop mexicana, oriunda de Sinaloa, Ana Gabriel, lanzado en 1990 por la discográfica CBS/Columbia Internacional, S.A. de C.V., ahora denominada Sony Music.
Las canciones A1 y A2 de este Disco-Mix fueron extraídas directamente del álbum 'Quién Como Tú'. Todas tienen un estilo bailable.

## Lista de canciones
| N.º   | Título                                                       | Escritor(es)                            | Duración |  |
| 1.    | «A1. Hice Bien Quererte (Lambada) (Lambada - Versión Corta)» | G. De Simus / Adap. español Ana Gabriel | 3:55     |  |
| 2.    | «A2. Que Pena»                                               | Ana Gabriel                             | 3:01     |  |
| 3.    | «B. Hice Bien Quererte (Lambada - Remix)»                    | G. De Simus / Adap. español Ana Gabriel | 6:15     |  |
| 13:11 |                                                              |                                         |          |  |

### Sencillos
- Hice Bien Quererte (Lambada)